# Liga Nacional Superior de Voleibol Femenino 2009-10
La Liga Nacional Superior de Voleibol del Perú 2009 fue la sexta edición de la competición de voleibol profesional del Perú, comenzó el 21 de mayo de 2009 y finalizó el 31 de enero de 2010. Durante el torneo de este año se firmó el convenio con la Municipalidad de Miraflores para el uso del Complejo Deportivo Manuel Bonilla como sede principal de la Liga Nacional.
El campeón y subcampeón del torneo clasificaron al Sudamericano de Clubes Campeones de Voleibol Femenino 2009. La mejor jugadora del campeonato fue Patricia Soto.

## Equipos participantes
En esta edición participaron 16 equipos del torneo.
| Club                      | Ciudad   | Sede                              | Capacidad |
| ------------------------- | -------- | --------------------------------- | --------- |
| Alianza Lima              | Lima     | Coliseo Niño Héroe Manuel Bonilla | 3.000     |
| Camino de Vida            | Lima     | Coliseo Niño Héroe Manuel Bonilla | 3.000     |
| Circolo Sportivo Italiano | Lima     | Coliseo Niño Héroe Manuel Bonilla | 3.000     |
| Deportivo Alianza         | Lima     | Coliseo Niño Héroe Manuel Bonilla | 3.000     |
| Divino Maestro            | Lima     | Coliseo Niño Héroe Manuel Bonilla | 3.000     |
| Elyagus                   | Huancayo | Coliseo Niño Héroe Manuel Bonilla | 3.000     |
| Géminis                   | Lima     | Coliseo Niño Héroe Manuel Bonilla | 3.000     |
| Huaquillay                | Lima     | Coliseo Niño Héroe Manuel Bonilla | 3.000     |
| Latino Amisa              | Lima     | Coliseo Niño Héroe Manuel Bonilla | 3.000     |
| Regatas Lima              | Lima     | Coliseo Niño Héroe Manuel Bonilla | 3.000     |
| S.I.M.A.                  | Chimbote | Coliseo Gran Chimú                | 4.500     |
| Sporting Cristal          | Lima     | Coliseo Niño Héroe Manuel Bonilla | 3.000     |
| Túpac Amaru               | Lima     | Coliseo Niño Héroe Manuel Bonilla | 3.000     |
| U. César Vallejo          | Trujillo | Coliseo Gran Chimú                | 4.500     |
| U.N.A.S.                  | Huánuco  | Coliseo Niño Héroe Manuel Bonilla | 3.000     |
| Wanka Callao              | Huancayo | Coliseo Niño Héroe Manuel Bonilla | 3.000     |

## Torneo Apertura
Fue el primer torneo corto de la Liga Nacional, en donde se enfrentaron los dieciséis equipos mediante el sistema de todos contra todos para clasificar a los cuatro primeros a la Liguilla. Se llevó a cabo de mayo a agosto y clasificó a Regatas Lima, Deportivo Géminis, Circolo Sportivo Italiano y Latino Amisa a la Liguilla.

### Liguilla
Enfrentó a los cuatro primeros de la fase regular del Apertura, el ganador fue el Regatas Lima, que obtuvo la clasificación al Cuadrangular Final.
| Pos. | Equipo                    | PJ | PG | PP | PTS |
| ---- | ------------------------- | -- | -- | -- | --- |
| 1°   | Regatas Lima              | 3  | 3  | 0  | 6   |
| 2°   | Deportivo Géminis         | 3  | 2  | 1  | 5   |
| 3°   | Circolo Sportivo Italiano | 3  | 1  | 2  | 4   |
| 4°   | Latino Amisa              | 3  | 0  | 3  | 3   |

|  | Clasificado al Cuadrangular Final |

## Torneo Clausura
Fue el segundo torneo corto de la Liga Nacional y otorgó los tres cupos restantes para el Cuadrangular Final. Esta etapa se dividió en dos fases distintas: la fase de grupos y el Octogonal.

### Fase de grupos
En esta fase los participantes se dividieron en dos series de ocho equipos para jugar encuentros entre sí. Los cuatro mejores equipos de cada serie clasificaron al Octogonal.

#### Serie A
| Pos. | Equipo            | PJ | PG | PP | PTS |
| ---- | ----------------- | -- | -- | -- | --- |
| 1°   | Regatas Lima      | 7  | 7  | 0  | 14  |
| 2°   | Latino Amisa      | 7  | 6  | 1  | 13  |
| 3°   | Túpac Amaru       | 7  | 5  | 2  | 12  |
| 4°   | Deportivo Alianza | 7  | 4  | 3  | 11  |
| 5°   | Alianza Lima      | 7  | 3  | 4  | 10  |
| 6°   | Wanka Callao      | 7  | 2  | 5  | 9   |
| 7°   | Elyagus           | 7  | 1  | 6  | 8   |
| 8°   | Huaquillay        | 7  | 0  | 7  | 7   |

|  | Clasificado al Octogonal |

#### Serie B
| Pos. | Equipo                    | PJ | PG | PP | PTS |
| ---- | ------------------------- | -- | -- | -- | --- |
| 1°   | Divino Maestro            | 7  | 7  | 0  | 14  |
| 2°   | Deportivo Géminis         | 7  | 6  | 1  | 13  |
| 3°   | Circolo Sportivo Italiano | 7  | 5  | 2  | 12  |
| 4°   | U. César Vallejo          | 7  | 4  | 3  | 11  |
| 5°   | Sporting Cristal          | 7  | 3  | 4  | 10  |
| 6°   | Camino de Vida            | 7  | 2  | 5  | 9   |
| 7°   | U.N.A.S.                  | 7  | 1  | 6  | 8   |
| 8°   | S.I.M.A.                  | 7  | 0  | 7  | 7   |

|  | Clasificado al Octogonal |

### Octogonal
Se jugó entre los ocho clasificados de la fase de grupos manteniendo los puntajes acumulados en la fase previa. El ganador del Octogonal y del Clausura fue Regatas Lima, que ya había ganado también el Torneo Apertura. Los otros tres clasificados al Cuadrangular Final fueron Deportivo Géminis, Divino Maestro y Circolo Sportivo Italiano.
| Pos. | Equipo                    | PJ | PG | PP | PTS |
| ---- | ------------------------- | -- | -- | -- | --- |
| 1°   | Regatas Lima              | 14 | 12 | 2  | 26  |
| 2°   | Deportivo Géminis         | 14 | 12 | 2  | 26  |
| 3°   | Divino Maestro            | 14 | 10 | 4  | 24  |
| 4°   | Circolo Sportivo Italiano | 14 | 10 | 4  | 24  |
| 5°   | U. César Vallejo          | 14 | 9  | 5  | 23  |
| 6°   | Latino Amisa              | 14 | 8  | 6  | 22  |
| 7°   | Deportivo Alianza         | 14 | 6  | 8  | 20  |
| 8°   | Túpac Amaru               | 14 | 5  | 9  | 19  |

|  | Clasificado al Cuadrangular Final |

## Cuadrangular final
Fue la última etapa de la Liga Nacional y en la que participaron el campeón del Apertura (Regatas Lima) y los tres clasificados del Clausura (Deportivo Géminis, Divino Maestro y Circolo Sportivo Italiano). El ganador del Cuadrangular y del título de la Liga Nacional fue el Deportivo Géminis, que consiguió así su segundo campeonato.
Las bases de la Liga Nacional fueron duramente criticadas, principalmente porque el Regatas Lima, equipo ganador de los dos torneos cortos del año, tuvo que revalidar el título contra equipos a los que ya había superado dos veces en las fases anteriores.
| Pos. | Equipo                    | PJ | PG | PP | PTS |
| ---- | ------------------------- | -- | -- | -- | --- |
| 1°   | Deportivo Géminis         | 3  | 3  | 0  | 6   |
| 2°   | Regatas Lima              | 3  | 2  | 1  | 5   |
| 3°   | Divino Maestro            | 3  | 1  | 2  | 4   |
| 4°   | Circolo Sportivo Italiano | 3  | 0  | 3  | 3   |

|  | Campeón Liga Nacional Superior 2009 |
| Perú                        |
| Campeón Nacional            |
| Deportivo Géminis 2º título |

## Premios individuales
Tras el final de la Liga Nacional se premiaron a las mejores jugadoras en cada categoría: